# أدب المرايا

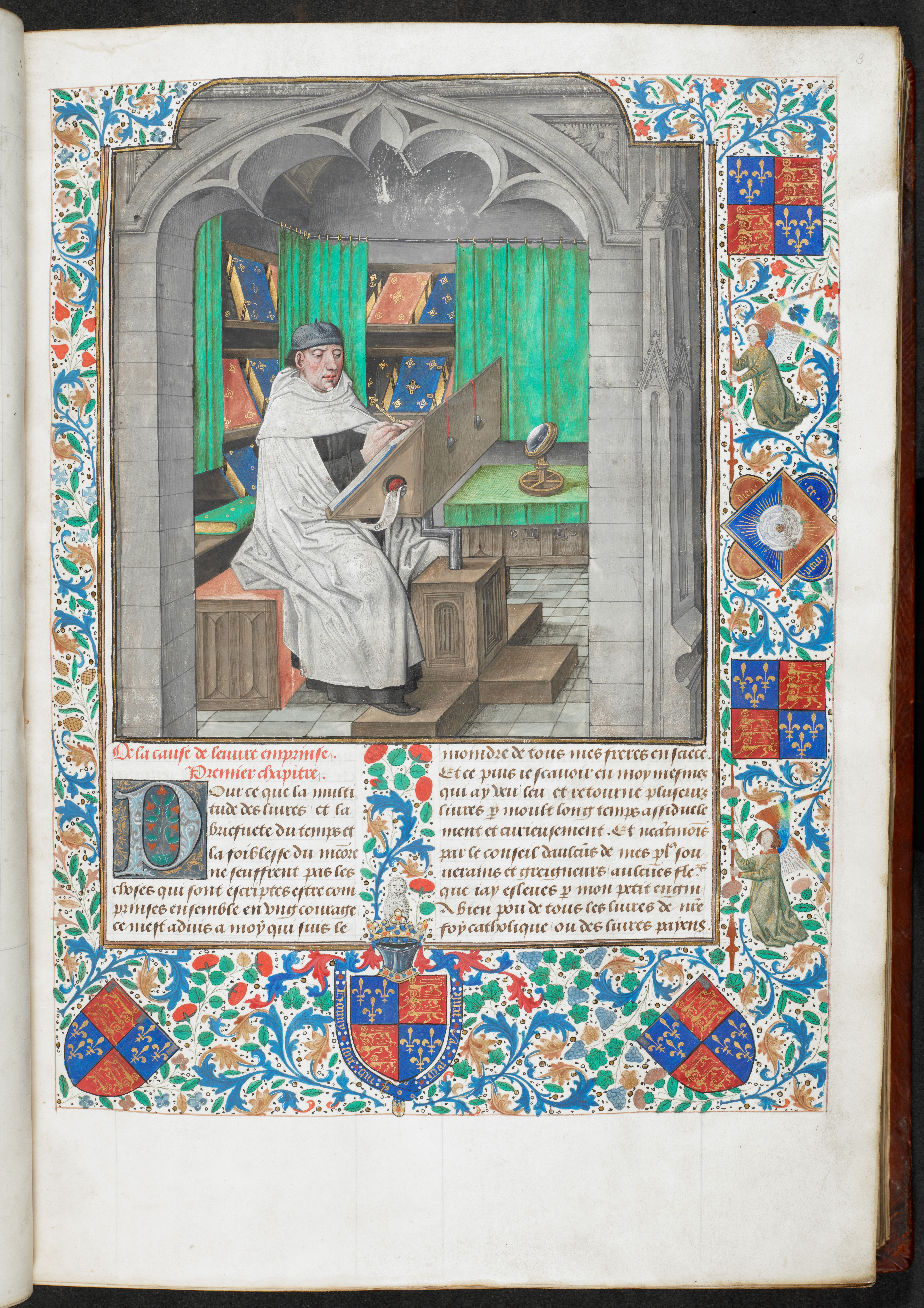
هذه اللوحة للمؤلف فنسنت أوف بوفيس في مخطوطته Speculum Historiale, والتي تشتمل على مرآة محدبة حقيقية كأنها تورية بصرية. ترجمة فرنسية لجين دو فيجني، بروجوس، (1478-1480) لـ إدوارد الرابع؛ المكتبة البريطانية

إن فنون أدب المرايا في العصور الوسطى والتي انتشرت في الفترة ما بين القرن الثاني عشر والسادس عشر، كانت مستلهمةً بالرغبة في جمع المعرفة الموسوعية في عمل واحد. إن الفكرة المماثلة العصرية هي الاستقصاء الموجز بمعنى المقالة الاستقصائية في دورة علمية تقوم بتلخيص مجال بحثي. لقد اشتقت صورة المرآة، أي المرآة التي تعكس البعيد والقريب، من المرآة السحرية التي من المفترض أنها بين الكنوز الأسطورية المملوكة لـ الكاهن يوحنا والموجودة في مكان ما في الشرق؛ ويمكن رؤية كل مكان من خلال تلك المرآة السحرية:
«يوجد أمام قصرنا مرآة، يتكون سلمها من خمس وعشرين درجة مصنوعة من الرخام السماقي وحجر الحية... يحرس تلك المرآة ثلاثة آلاف شخص ليلاً ونهارًا. ونحن ننظر إليها ونسيطر على كل ما يدور في كل شبر وزاوية تخضع لسلطاننا.»
في العمل الفني «مرايا الأمراء», تمت دراسة عوالم الأمراء وتحديد واجبات الأمير. وهناك أعمال فنية أخرى قدمت مرايا التاريخ أو العقائد أو الأخلاق،
من أمثلة عناوين كتب العصور الوسطى التي استخدمت كلمة مرآة:
- Speculum alchimiae, «مرآة الخيمياء», ألفه روجر باكون.
- Speculum astronomiae, «مرآة علم التنجيم» ألف ألبيرتوس ماغنوس.
- Speculum ecclesiae, «مرآة الكنيسة», ألفه إدموند ريتش.
- Speculum historiale, جزء من Speculum Maius «المرآة العظيمة» ألفه فنسنت أوف بوفيس.
- Speculum Humanae Salvationis, «مرآة الخلاص البشري», تم تأليف الكتاب في الفترة ما بين 1309 حتى 1324 ويحتمل أن من ألفه هو لودولف أوف ساكسوني.
- Speculum judiciale, أو Speculum iuris, «مرآة للقضاة», ألفه جيولاوم ديوراند.
- Speculum meditantis, «مرآة التأملات», ألفه جون جويير.
- Speculum perfectionis, ألفه برازر ليو.
- Speculum stultorum, «مرآة الحمقى» ألفه نيجل دو لونجشامب
- Speculum regale, «مرآة الملوك», الذي يشتمل على إرشادات لشباب الأمراء.

Ormulum, (طريق أورم) ألف أحد الأورم في وسط إنجلترا، ويحمل الكتاب إشارة غير مباشرة لـ المرايا ويمكن ترجمته بـ «مرآة أروم». ويتميز الكتاب بمحتوى عالمي من حيث اشتماله على مواد للعظة الدينية تناسب مختلف مناسبات الكنيسة.
تظهر كلمة المرآة باللغة الإنجليزية في العديد من عناوين الكتب الأخرى، مثل Myrrour of the Worlde (مرآة العالم) (1490), وهو أحد أوائل الكتب المشروحة باللغة الإنجليزية، ألفه ويليام كاكستون (ترجمة لكتاب L'image du Monde, نظرة على العلوم), والكتاب الذي يعاد نشره دائمًا مرآة للقضاة (1559) وكتاب The Miroir or Glasse of the Synneful Soul (مرآة النفوس المذنبة) وهي ترجمة لمخطوطة من الفرنسية ترجمتها الملكة الشابة إليزابيث الأولى ملكة إنجلترا. مرآة النفوس المسكينة هو ترجمة إنجليزية حديثة لعمل فرنسي مشابه. وتم استخدام كلمة "speculum" في اللغة الإنجليزية لتعني «مرآة أو زجاجة».
The Speculum Romanae Magnificentiae, مرآة عظمة روما كان أحد «كتب طاولة القهوة» ويضم رسومًا لمناظر في روما، لا سيما الآثار، وأنتج هذا الكتاب الناشر وبائع الرسوم الفرسي أنطونيو لافريراي (أو Antoine du Pérac Lafréry, 1512-77). فقد كان يطبع تلك الرسوم ويوزعها في متجره في روما منذ الأربعينيات من القرن الخامس عشر. وفي السبعينيات من هذا القرن خطرت له فكرة إنتاج صفحة غلاف لألبوم الرسوم وقام ببيعه أيضًا. وكان لكل نسخة من المرآة محتوى مختلف، حيث يمكن للزبون أن يختار مجموعة صور روما التي يريد في المتجر ثم يقوم بتدبيسها.
بالمثل، هناك دورية سبيكليوم (المرايا) التي تنشرها أكاديمية ميديفال الأمريكية وتتناول كل النواحي المتعلقة بالعصور الوسطى.